# ألكسندر ريمان
ألكسندر ريمان (بالألمانية: Alexander Riemann) هو لاعب كرة قدم ألماني في مركز الهجوم، ولد في 12 أبريل 1992 في مولدورف في ألمانيا. شارك مع منتخب ألمانيا تحت 17 سنة لكرة القدم ومنتخب ألمانيا تحت 18 سنة لكرة القدم ومنتخب ألمانيا تحت 19 سنة لكرة القدم. أما مع النوادي، فقد لعب مع فيهين فيسبادن ونادي ساندهاوزن ونادي شتوتغارت للرديف ونادي شتوتغارت ونادي واكر إنسبروك ونادي واكر إنسبروك.

## وصلات خارجية
- ألكسندر ريمان على موقع قاعدة بيانات كرة القدم.إي يو (الإنجليزية)
- ألكسندر ريمان على موقع بيانات كرة القدم. دي إي (الألمانية)
- ألكسندر ريمان على موقع Soccerway.com (الإنجليزية)
- ألكسندر ريمان على موقع عالم كرة القدم.نت (الإنجليزية)